# Arthur Michael
Arthur Michael, né le 7 août 1853 et mort le 8 février 1942, est un chimiste organicien américain, connu pour l'addition de Michael,,.

## Biographie
Arthur Michael est né en 1853 dans une famille aisée de Buffalo. Il est le fils d'investisseurs immobiliers, John et Clara Michael. Il passe sa scolarité dans sa ville natale, étudiant la chimie à la fois grâce à un professeur local et dans le laboratoire construit chez lui. Une maladie contrecarre l'ambition de Michael d'entrer à Harvard. Au lieu de cela, il part en 1871 en Europe avec ses parents et décide d'étudier en Allemagne.
Il étudie d'abord au sein du laboratoire d'Hofmann à l'université de Berlin puis part deux ans auprès de Robert Bunsen à l'université de Heidelberg avant de revenir auprès d'Hofmann. Il étudie alors une autre année avec Wurtz à l'École de médecine de Paris et avec Dmitri Mendeleïev à Saint-Pétersbourg.
Retournant aux États-Unis en 1880, Michael devient professeur de Chimie à l'université Tufts où il enseigne de 1882 à 1889. C'est là qu'il rencontre et épouse, en 1888, l'une de ses étudiantes, Helen Cecilia De Silver Abbott. Après quelques années passées en Angleterre, durant lesquelles le couple travaille dans un laboratoire personnel sur l'île de Wight, ils regagnent les États-Unis en 1894 et Arthur Michael reprend un poste à l'université Tufts, qu'il quitte en 1907 en tant que professeur émérite.
La retraite académique de Michael ne dure que cinq ans. En 1912, il devient professeur de chimie à l'université Harvard jusqu'à son second départ à la retraite en 1936.
Arthur Michael décède à Orlando le 8 février 1942. Sa femme décède en 1904. Ils n'ont pas eu d'enfant.

## Travaux
Arthur Michael est principalement connu de nos jours pour l'addition de Michael, aussi nommée réaction de Michael. Michael la définie initialement comme la réaction de condensation d'un ion énolate sur un composé carbonylé α,β insaturé (aldéhyde, cétone et même ester α,β insaturé).
Michael était aussi connu à son époque pour l'incorporation de concepts thermodynamiques en chimie organique, particulièrement pour son utilisation d'arguments entropiques. Il joua aussi un rôle central dans l'introduction du modèle européen de diplôme aux États-Unis.

## Source
- (en) Cet article est partiellement ou en totalité issu de l’article de Wikipédia en anglais intitulé « Arthur Michael » (voir la liste des auteurs).